# Стефан Балъкчиев
Стефан Балъкчиев е виден български индустриалец, фабрикант, сладкар.

## Биография
Стефан Балъкчиев е роден в 1855 година в Битоля, Османската империя, в семейството на железар, при когото Стефан учи. През 1885 г. семейството се премества в столицата на Княжеството София, където Стефан Балъкчиев открива железарска работилница. Жена му Анастасия Балъкчиева прави домашни сладки, които се продават по улиците от деца. В 1897 година Стефан напуска железарския бизнес и отваря сладкарска работилница в двора си. Заминава за Виена и изкарва двегодишен курс по сладкарство. В 1910 година отваря сладкарската фабрика „Малина“ на булевард „Сливница“.
Умира на 14 май 1914 година. Бизнесът е поет от сина му Антон Балъкчиев.